# Elizabeth Meyer
Elizabeth E. Meyer (* 1953 in Baltimore) ist eine US-amerikanische Seglerin und Geschäftsfrau, die sich insbesondere mit der Restaurierung klassischer Yachten einen Namen gemacht hat. Sie war maßgeblich an der Restaurierung diverser J-Klasse-Yachten beteiligt, beginnend mit Endeavour Mitte der 1980er Jahre. Sie ist verheiratet mit Michael McCaffrey.
Bei Elizabeth Meyer wurde in ihrem Hirn ein gutartiger Tumor entdeckt. Früher klagte sie über Kopfschmerzen, aber als jüngstes von vier Kindern und mit zwei Ärzten als Eltern hielt man sie für einen Hypochonder. Die Diagnose wurde erst diagnostiziert, als sie älter war. Sie wurde mehrfach operiert, aber die Geschwulst ist nach wie vor da, sie liegt nah am Sehnerv. Sie hat sich daran gewöhnt.

## Leben

### Herkunft
Ihre Eltern waren Ärzte, ein Psychiater und ein Epidemiologe. Elizabeth war das jüngste von vier Kindern. Ihr Großvater war Eugene Meyer, Investmentbanker und erster Präsident der Weltbank. Er besaß auch den Verlag „The Washington Post“, den er 1933 im Rahmen einer Insolvenzaution gekauft hatte und 1946 wieder abgab. Ihre Großmutter war Agnes E. Meyer, Sozialaktivistin und Journalistin. Die Schwester ihres Vaters war Katharine Graham, die in den Jahren von 1969 bis 1979, in die u. a. die Aufdeckung der Watergate-Affäre fiel, die „Washington Post“ besaß und die Herausgeberin war.

### Ausbildung
Elizabeth Meyer und ihre drei Geschwister gingen auf eine Quäkerschule in Baltimore, die „Akademie der Quäkerfreunde“. Eine lebenspraktische Religion, die sie geprägt hat, gemäß dem Motto: „Sag die Wahrheit, lebe einfach, sprich einfach.“ Danach besuchte sie das Bennington College in Vermont, wo sie Englische Literatur studierte. Nach dem College-Abschluss im Alter von 22 Jahren überzeugte sie ein Freund, gemeinsam ein Boot zu kaufen. So begann sie ernsthaft mit dem Segeln mit ihrer Concordia-Yacht Matinicus aus dem Jahr 1960. Das Boot war so gut gestaltet und so schön, dass sie vom Segeln völlig fasziniert war. Von 1975 bis 1993 besaß sie diese Concordia-Yawl und hat Bücher über die von Ray Hunt entworfene Klasse verfasst. Eine Zeit lang arbeitete sie in einer Segelmacherei, arbeitete aber auch ehrenamtlich im Reptilienzentrum im „Baltimore Zoo“ und leitete ein Restaurant.

### Erstes eigenes Unternehmen
Im Jahr 1977 machte Elizabeth Meyer sich mit einem Bauunternehmen für Gebäuderestaurierung selbstständig und investierte in ein Stück Land in Martha’s Vineyard. Sie hatte in den siebziger Jahren 125.000 Dollar geerbt. Sie war zu diesem Zeitpunkt 24 Jahre alt und hatte keine Vorkenntnisse. An der Universität hatte sie einen Architekturkurs belegt, sie kaufte zwei Bücher zum Thema, so fing sie an. Später sagte sie: „Wenn man dreidimensionales Vorstellungsvermögen hat, ist es nicht allzu schwer.“ Mehr als 50 Häuser hat sie im Laufe der Jahre gebaut. Elizabeth Meyer hat sich immer viel zugetraut. Auch Martha’s Vineyard, wo sie damals lebte, habe dazu beigetragen. Es ist eine Walfängerinsel, die Männer waren oft jahrelang fort und die Frauen gewohnt, alles allein zu regeln. Einer ihrer ersten Jobs auf der Insel war ein Haus für Jackie Kennedy. Meyer hatte die Ausschreibung gewonnen. Natürlich wusste Jackie Kennedy, wer Elizabeth Meyers Großvater war. Sie haben sich spontan gemocht. Jackie half Elizabeth später, einen Mietvertrag für das Haus zu bekommen, dass sie heute noch bewohnt. Elizabeth Meyer lebt mit ihrem Mann und zwei Katzen in einem zweistöckigen Haus aus dem 18. Jahrhundert, unterhalb der Kirche in Newports Zentrum, umgeben von einem üppigen Garten, den sie täglich pflegt.
Mit den Jahren verlor sie das Interesse an dem Baugeschäft da die Bedingungen und der Ton immer gröber wurden. Yachten waren für sie dagegen wunderbar, wie Kunstwerke und die beteiligten Menschen empfand sie als höflich. Deshalb beschloss Elizabeth Meyer, das Unternehmen an ihre Partner zu verkaufen und in die Verwaltung der Yachtrestaurierung einzusteigen. Sie hatte in Bauland auf Martha’s Vineyard investiert und bekam Jahre später für das Land auf der Nobelferieninsel vor Cape Cod zehn Millionen Dollar.

### Arbeit als Journalistin
Zu diesem Zeitpunkt schrieb Elizabeth Meyer für Yachtmagazine und veröffentlichte 1983 das urkomische „Yaahting“, ein einmaliges Parodiemagazin auf die US-amerikanische Yacht-Zeitschrift Yachting mit ausgefallenen Beiträgen wie „How to walk down a dock“ (deutsch Wie man einen Hafen hinuntergeht), das 40.000 Exemplare verkaufte.
Im Jahr 1984 begann sie über die 130 Fuß Slup J-Klasse zu recherchieren. Von den ursprünglich zehn Yachten hatten drei überlebt: Shamrock V, Endeavour und Velsheda. Meyer arbeitete zu jener Zeit als Journalistin und überzeugte den Chefredakteur des „Nautical Quarterly“, sie nach Europa zu schicken; dort sollten die Boote sein. In Monaco fand sie Shamrock V, die britische Herausforderin des America’s Cup von 1930. Der einst ideal proportionierten Yacht waren alle möglichen Aufbauten zugefügt worden, und Meyer dachte nur: „Gebt mir eine Kettensäge. Aber immerhin, Shamrock V war seetüchtig.“
Elizabeth Meyer besuchte die Yachten Astra, Candida, Lulworth und Velsheda. Dann fand sie die 40 Meter lange Endeavour, den britischen Herausforderer des America’s Cup aus dem Jahr 1934. Die Yacht befand sich an der englischen Küste, in einem ehemaligen Lager für Wasserflugzeuge aus dem Zweiten Weltkrieg. Sie segelte auf der Yacht Velsheda im Solent, als sie die Endeavour auf dem Festland von Calshot Spit sah. Ihre Mutter hatte ihr als Kind Bilder von J-Yachten gezeigt und ihr gesagt, dass man so etwas Großartiges nie wieder sehen würde. Auf dem College, hatte Meyer Ian Dears Buch „Enterprise to Endeavor“ gelesen und war davon besessen.

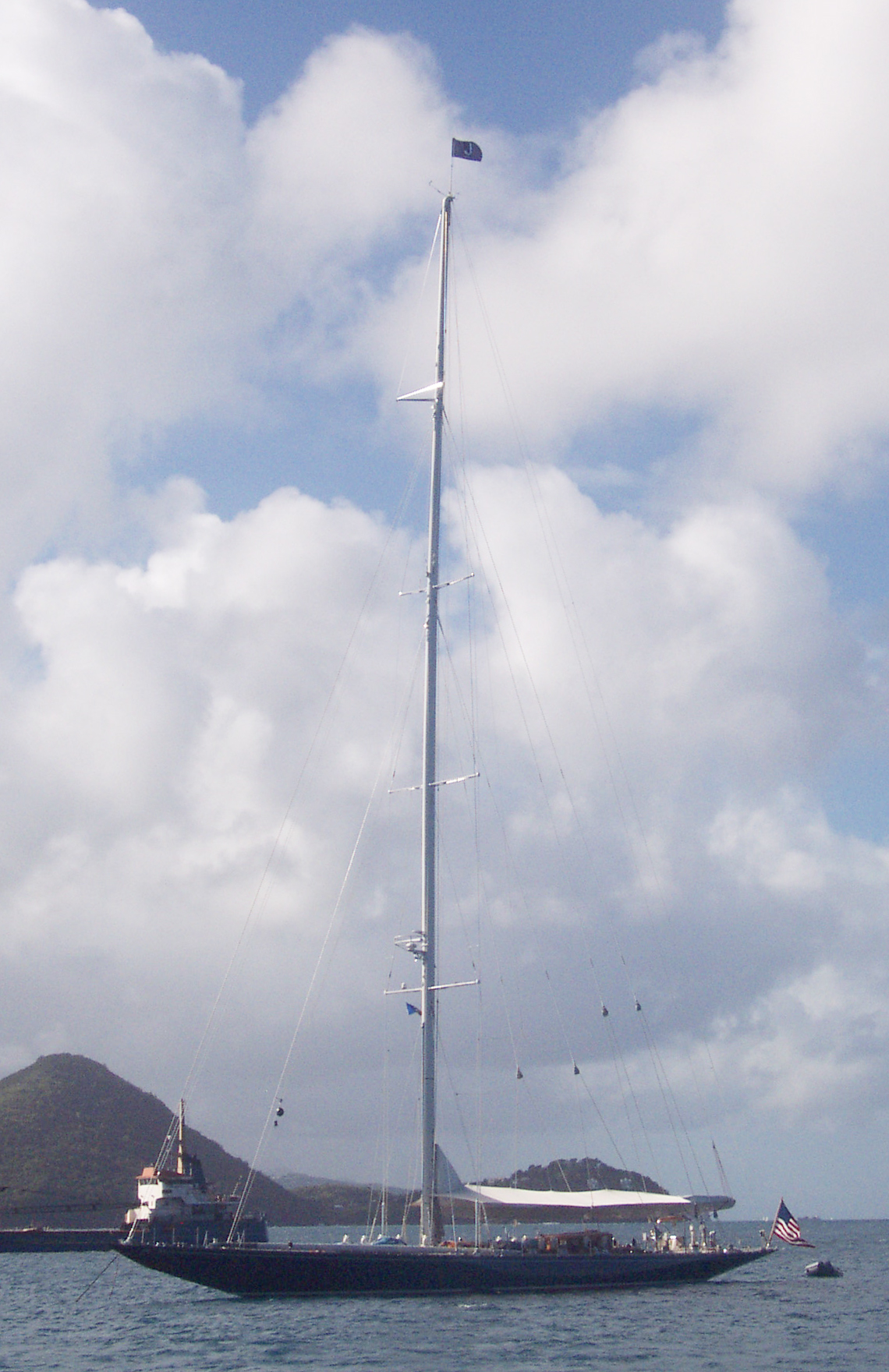
J-Klasse-Yacht „Endeavour“, 2003

Im Bauch der Endeavour sammelte sich Laub, sie war nicht einmal mit einer Plane bedeckt. Um sie herum gammelten noch ein paar andere Boote, sonst war da nichts. Elizabeth Meyer lieferte ihrem Chefredakteur die versprochene Geschichte.

### Kauf und Restaurierung
Und dann kam sie Monate später wieder, mit einem Scheckbuch und einem Plan. Wie viel sie bezahlt hat, hat sie nie verraten, viel wird es nicht gewesen sein. Die beiden Männer, denen die Endeavour vor ihr gehört hatte, hatten sie für je zehn Pfund gekauft. Elizabeth Meyer sage später: „Man erwirbt bei dieser Art Projekten nur das Recht, sehr viel Geld zu versenken.“ Das Geld hatte sie aus dem Landverkauf auf Martha’s Vineyard, es floss komplett in die Restaurierung. Sie zog nach England und blieb die nächsten eineinhalb Jahre dort. Das Boot war in derart schlechtem Zustand, dass sie es nicht transportieren konnte.
Sie ließ den Rumpf, das Deck, den Kiel und das Ruder restaurieren. Dann brachte sie die Endeavour zur niederländischen Werft Royal Huisman. Hier wurden der Schiffsmast, der Baum und die Takelage restauriert oder erneuert, später kamen der Motor und die Mechanik und das prächtige Kirschholzinterieur der Kajüte samt Kamin hinzu. Im Sommer 1989 wurde sie zu Wasser gelassen, nach insgesamt fünf Jahren Arbeit. Für Royal Huisman war es der prestigeträchtige Einstieg in die Restaurierung großer Yachten. Elizabeth Meyer segelte „Endeavour“ mit einer 17-köpfigen Crew über den Atlantik. die Fachpresse überbot sich in Superlativen. Und wie 50 Jahre zuvor wollte sich jeder auf der legendären Yacht sehen lassen. Mal stand Ted Turner am Ruder, mal Ted Kennedy.

### Endeavoursegelt gegenShamrock V
Meyer übernahm auch die Restaurierung von Shamrock V in Amerika. Ihr Traum war es, beide Boote noch einmal Regatten segeln zu sehen, und zwar in den Gewässern, in denen ihre ersten Eigner, Thomas Lipton und Thomas Sopwith, sie gegen die besten Yachten Amerikas antreten ließen. Im September 1989 segelten Shamrock V und Endeavour in Newport, Rhode Island, unter der Führung der America's-Cup-Legenden Ted Turner und Gary Jobson gegeneinander. Nur mit der Hilfe von Gary Jobson und seinen Kontakten konnten die Yachten mit einer Mannschaftsstärke von 45 Leuten besetzt werden. Man brauchte für jedes Boot 45 Mann, das bedeutete 90 Spitzensegler für ein Match Race. Man konnte es sich nicht leisten, die Segler zu bezahlen, konnten ihnen nicht einmal eine Unterkunft geben, nicht einmal ihren Flugpreis. Alles, was sie anbieten konnten, war etwas Kleidung und ein großes Lob. Es hatte sich in der Seglerscene wie ein Lauffeuer herumgesprochen, denn sie bekamen etwa 300 Antworten. Am Ende hatten sie in dieser Zeit 500 Leute, die an Rennen und Regatten teilnahmen.
Als die Boote in Newport ankamen, gab es rund 3.000 Zuschauerboote, es waren mehr als im Jahr 1937. Jackie Onassis war auch da, und als Endeavour sah, kam sie mit ihrer gehauchten Stimme ins Radio und fragte, ob sie an Bord kommen könnte. Diese Regatta war das erste Mal seit 1937, dass J-Yachten an einem Rennen teilnahmen. Anfang des Sommers hatte Endeavour Velsheda im Solent getroffen, aber man konnte dieses Treffen nicht als Rennen bezeichnen. Es gab kein Kurs- oder Rennkomitee und Velsheda wurde von der Endeavour so hoffnungslos deklassiert, dass sie schließlich Kreise um Velsheda herum segelten, nur um in der Nähe zu bleiben.

### Verkauf und Verbleib
Im Jahr 2000 verkaufte Meyer nach 17 Jahren die Endeavour an den milliardenschweren Investor Dennis Kozlowski für 15 Millionen Dollar, der das Schiff als Statussymbol in seinem Portfolio betrachtete. Die Yacht herzugeben sei ihr schwergefallen, aber einen anderen Weg gab es nicht: Sie hatte 17 Jahre schlecht geschlafen. Die Endeavour kostet jedes Jahr 1,5 Millionen Dollar an Unterhalt, das ließ sich selbst mit teuren Chartertouren (Wochenrate 65.000 Dollar, Tagesrate 15.000 Dollar) nicht verdienen. Sie leistete sich nach dem Verkauf eine Farm in Massachusetts, 500.000 Dollar spendete sie für Denkmalschutzprojekte in Newport, mit dem Rest beglich sie Schulden. Die Endeavour liegt heute im Fernen Osten. Man konnte sie 2005 während der Olympischen Spiele in China sehen.

### J Class Management Inc.
Elizabeth Meyer gründete 1988 ein Unternehmen unter der Firma „J Class Management Inc.“ mit dem Ziel, klassische Yachten und historische Gebäude zu restaurieren, zu bewahren, zu dokumentieren und zu verwalten. Marcia J. Whitney kam 1990 zu Meyer in die J-Klasse. Gemeinsam haben Whitney und Meyer hunderte unersetzlicher Yachten und Häuser gerettet und restauriert und so historisch bedeutende Teile des maritimen und architektonischen Erbes der Welt bewahrt. Zu den Vorzeigeprojekten von J Class Management gehören: Endeavour, Shamrock V, Coronet, Seminole, Bystander, Halloween, Savannah und Cangarda. Unter der Schirmherrschaft der „International Yacht Restoration School“, die 1993 von Meyer gegründet und bis 2003 von Meyer und Whitney geleitet wurde, hat J Class mehr als 250 weitere klassische Segel- und Motoryachten restauriert, darunter Entwürfe von Nathanael Herreshoff, Starling Burgess, Olin Stephens und George Lawley, Clinton Crane, Ray Hunt, William Fife und Charles Nicholson.

### International Yacht Restoration School
Auch die Shamrock V landete dauerhaft in Newport, die „Lipton Tea Company“ stiftete sie dem „Museum of Yachting“ in Newport. Elizabeth Meyer nahm sich der Restaurierung an in den Jahren 1999 bis 2000. Insgesamt hat sie in den letzten zwei Jahrzehnten mehr als 80 Boote restauriert. Im Jahr 1993 gründete sie am Hafen die „International Yacht Restoration School“ (IYRS). Dafür wurde sie anfangs bekämpft, weil Investoren sich für das Gelände interessierten. Heute gehört die Schule zu Newports Aushängeschildern, denn sie hat 400 Schüler im Yachtbau und in der Restaurierung ausgebildet, die über 350 Boote restauriert haben.

### Weltumseglung mit der YachtSeminole

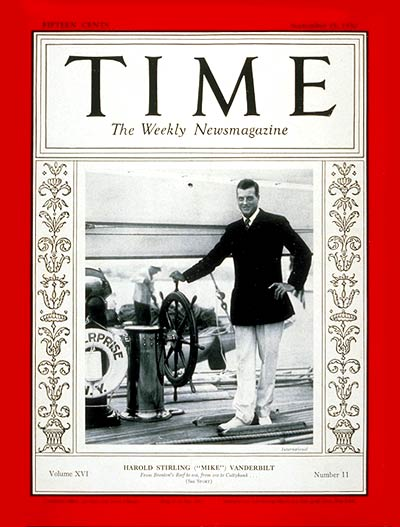
Harold S. Vanderbilt am Steuer seiner J-Klasse-Yacht Enterprise (Titelseite des Magazins Time vom 15. November 1930)

Elizabeth Meyer segelt jetzt die Yacht Seminole, eine im Jahr 1916 von George Lawley gebaute 47 Fuß (14,3 m) lange Gaffel-Yawl, die sie im Jahr 1996 ungesehen für einen Dollar in Kalifornien gekauft hatte. Sie schloss die Restaurierung im Jahr 2005 ab und segelte bis 2008 mit ihrem Mann dem Schiffbauer Michael McCaffrey von Narragansett Shipwrights, Rhode Island um die Welt, insgesamt 13.000 Seemeilen, mit kurzen Unterbrechungen an Land. Inzwischen haben die beiden über 18.000 Seemeilen auf der Seminole gesegelt.

### Motor-YachtBystander"
Mit ihrem Mann besitzt sie auch die Motor-Yacht Bystander, den 42 Fuß (12,80 m) J-Klasse-Klasse-Tender aus dem Jahr 1930, den Harold S. Vanderbilt für seine America’s-Cup-Verteidigung nutze. Dem Motorboot sah man seine große Vergangenheit nicht an, als es vor sechs Jahren auf einem Frachtschiff in Newport ankam, auf die Reise geschickt von dem australischen Verkäufer. 20.000 Arbeitsstunden später sah die Bystander wieder aus wie 1929, als Mike Vanderbilt sie bauen ließ, aus Teak und Mahagoni, Bronze und Messing. Sechsmal war die Motor-Yacht das Schleppboot im America’s Cup, zog Schiffe, die Legenden wurden: Enterprise, Rainbow, Ranger. Sie alle gehörten zur J-Klasse, einer kleinen Gruppe von Yachten, die von 1930 bis 1937 gebaut wurden, vier in Großbritannien, sechs in den USA.

### Politische Aktivitäten
Elizabeth Meyer ist auch politisch aktiv, opponierte gegen den Vietnamkrieg und engagierte sich in der lokalen Politik in Newport (Rhode Island).

### Ehrungen
- Für ihre Bemühungen beim Bau und der Restaurierung von Yachten erhielt sie die Auszeichnung des Präsidenten vom National Trust for Historic Preservation.
- Lifetime Legacy Award der World Superyacht Society
- Outstanding Yachtsman of the Year, Auszeichnung des Yachting Magazin
- 2011 erhielt sie den „Don Turner Award“ des USS Constitution Museum in Boston für ihre Arbeit im Bereich des Meeresschutzes.